# 二(4-甲苯磺酰亚氨基)硒
二(4-甲苯磺酰亚氨基)硒是一种有机化合物，化学式为C14H14N2O4S2Se。它可由氯胺T和硒在二氯甲烷中反应，或由N,N-二(三甲基硅基)-4-甲苯磺酰胺和二氯氧化硒反应得到。它和三乙胺盐酸盐反应，生成二(4-甲苯磺酰胺基)二氯化硒。它和3-丁烯-1,2-二胺反应，生成3-乙烯基-1,2,5-硒二唑。

## 拓展阅读
- Enders,  Schaumann (编).  1. Stuttgart: Georg Thieme Verlag. 2009  [2020-11-28]. ISBN 9783131189318. doi:10.1055/sos-sd-040-00411. （原始内容存档于2020-10-20） （英语）. （页面存档备份，存于）
- Guangpeng Xu, Jinbao Wu, Luyang Li, Yunan Lu, Chao Li. . Journal of the American Chemical Society. 2020-09-09, 142 (36): 15240–15245  [2020-11-28]. ISSN 0002-7863. doi:10.1021/jacs.0c06717 （英语）.